# Cerodontha fulvithorax
Cerodontha fulvithorax este o specie de muște din genul Cerodontha, familia Agromyzidae, descrisă de Malloch în anul 1934. Conform Catalogue of Life specia Cerodontha fulvithorax nu are subspecii cunoscute.